# Steven Bennett
Steven Christopher Bennett (* 10. September 1976 in Berlin) ist ein deutscher Schauspieler.

## Leben
Steven Bennett wurde als Sohn eines US-amerikanischen Piloten und einer deutschen Mutter in Berlin geboren und wuchs dort auf. 1986 besuchte er ein Casting für die Serie Hals über Kopf (Regie: Rainer Boldt), in der er fortan für einige Zeit mitspielte. 1988 spielte er gemeinsam mit Dieter Hallervorden in Didi – Der Experte, zwei Jahre später übernahm er an der Seite von Ursela Monn die Hauptrolle im Fernsehspiel Mich will ja keiner.
1992 übernahm er schließlich für drei Staffeln die Rolle des Moritz Schefer in der ARD-Vorabendserie Nicht von schlechten Eltern, ebenfalls unter der Regie von Rainer Boldt. Als einziger der Hauptdarsteller ist er zwar in jeder Folge des Vorspanns genannt, spielt jedoch tatsächlich nur in 27 der 39 Folgen mit (nachdem Moritz an der Schule einigen Wirbel verursacht hat, wird er von seinen Eltern auf eine Schule in England geschickt; in der 3. Staffel lebt Moritz in Paris).
Mitte der 1990er Jahre zog Bennett mit seiner Familie nach Atlanta. Für die Dreharbeiten zu Nicht von schlechten Eltern kehrte er noch einmal nach Deutschland zurück, lebt seitdem jedoch in den USA und ist nicht mehr als Schauspieler tätig.

## Filmografie
- 1987: Hals über Kopf
- 1988: Didi – Der Experte (als Paul Wudke)
- 1990: Mich will ja keiner (als Manuel)
- 1993: Wolffs Revier (Folge „Alte Rechnungen“, als Andy)
- 1992–1996: Nicht von schlechten Eltern (als Moritz Schefer)

sowie Gastauftritte in Drei Damen vom Grill, Ein Heim für Tiere, Eurocops,Ron und Tanja und Praxis Bülowbogen